# Delegazioni Provinciali e Distrettuali FIGC
Le delegazioni Provinciali e Distrettuali FIGC sono gli organi periferici della FIGC che gestiscono sia il calcio dilettantistico di Terza Categoria (Lega Nazionale Dilettanti) che quello giovanile (Settore Giovanile Scolastico, SGS) a livello provinciale.

## Storia

### Dal 1908 al 1917
Il calcio provinciale in Italia ha inizio quando la Federazione si chiamava ancora F.I.F. grazie all'incredibile exploit della Pro Vercelli, prima società calcistica a vincere nel 1908 un campionato di calcio al di fuori dei principali agglomerati urbani (Vercelli all'epoca era ancora Provincia di Novara).

La crescita delle piccole squadre di provincia è comunque fortemente legato all'attività di piccoli gruppi di studenti riuniti in società sportive sia improvvisate che ben organizzate.

La mancanza di un campo sportivo fisso fu il problema principale, problema che in molti riuscirono a superare aggregandosi e fondendosi con altri gruppi di giovani per arrivare all'iscrizione ai campionati quando nel 1912 la Federazione regolamentò le promozioni/retrocessioni tra le maggiori categorie dell'epoca.

A questi gruppi di ragazzi mancava comunque di chi si desse da fare per organizzare i campionati mentre i piccoli tornei non si fermavano neanche durante il periodo estivo.
A cambiare le cose fu il settimanale sportivo torinese Lo Sport del Popolo che organizzò il primo Torneo dei primi calci nella primavera del 1914. I Comitati Regionali del nord Italia si mossero per continuare ad organizzare questi campionati la stagione successiva.
Nella stagione 1914-1915, infatti, il Comitato Regionale Lombardo con suo comunicato del 17 febbraio 1915 pubblica il regolamento del "Campionato Lombardo Boys 1914-15" stabilendo all'art. 2 del "Regolamento" che i giocatori non debbano avere all'atto dell'iscrizione compiuto i 16 anni e superare l'altezza di metri 1,60 e all'art. 3 che tutti debbano essere muniti di tessera federale. A seguito dell'iniziativa del C.R. Lombardo il senatore Carlo Montù decise di aggiungere ai premi stabiliti dal regolamento (11 medaglie d'argento grandi per la prima classificata e 11 medaglione d'argento e 11 medaglie d'argento piccole per la seconda classificata) un suo premio denominato "Coppa Montù". Vista la difficoltà ad iscriversi di diverse squadre fu deciso l'eliminazione del limite di altezza e si protrasse l'iscrizione di un mese con chiusura al 29 marzo 1915. Il campionato venne portato a termine prima dell'inizio delle ostilità.
Allo scoppio del conflitto mondiale molti di questi giovani e diversi esponenti sportivi partirono per il fronte e l'attività sportiva giovanile fu temporaneamente sospesa in tutti i Comitati Regionali. In Lombardia molte società sportive si riorganizzarono e chiesero al C.R.L. di organizzare il "Campionato Lombardo Boys" con le medesime modalità della stagione precedente mantenendo il limite di età dei 16 anni non compiuti al 1º gennaio, campionato che fu come il precedente dotato della "Coppa Montù" (challenge biennale non consecutivo, e furono giocate 4 edizioni - ultima quella del 1919-1920) e la vincente iscritta nell'albo d'oro trascritto sulla coppa. L'iscrizione al campionato costava 5 lire più le spese di tesseramento e le tasse arbitrali.
Il torneo fu sospeso la stagione successiva. A reclamare la ripresa delle attività sportive giovanili furono molte società sportive rette da dirigenti sportivi non arruolabili, ma delle loro richieste la Federazione non si fece carico, anzi, preferì non rinunciare alle tasse di iscrizione e affiliazione obbligatorie per la gestione di tornei e campionati che in ogni caso non era lei ad organizzare ma le società ancora attive.

### ULIC dal 1917 al 1927
È per questo motivo che a Milano nel giugno 1917 nacque l'U.L.I.C., un'altra federazione sportiva non legata alla FIGC, che aveva quale unico interesse l'organizzare e promuovere il gioco del calcio a livello giovanile per giocatori non ancora maggiorenni (all'epoca si era maggiorenni al compimento dei 21 anni).

Inizia perciò dal 1917 la storia delle competizioni ufficiali a livello giovanile per i boys ovvero per i ragazzi fino ai 17 anni non compiuti e per la 1ª Categoria per quelli che non erano ancora maggiorenni (21 anni non compiuti all'inizio della stagione).

All'U.L.I.C. aderirono subito diverse società sportive indipendenti e libere che non avevano mai iscritto alcun giocatore alla FIGC oppure avevano già disputato gare con la prima squadre composta in maggior parte da giocatori maggiorenni e preferivano far giocare i propri ragazzi (boys) in ambito locale per ridurre i gravosi costi di gestione.

Il primo Comitato ULIC a nascere fu quello di Modena gestito dalla "Villa d'Oro" di Modena e in seguito si accodarono quelli nati nei principali capoluoghi di provincia della Lombardia, di Piemonte, Liguria ed Emilia. In seguito ai campionati furono abbinate le finali per l'aggiudicazione dei titoli italiani e per questo motivo, dopo il 1919 questi campionati ebbero un continuo e incessante sviluppo. Tutti i campionati erano gestiti dal "Comitato Centrale Direttivo" di Torino perché, a differenza della FIGC, in ambito ULIC non esistevano i "Comitati Regionali" e i delegati dovevano rendere conto dell'attività svolta direttamente alla sede centrale torinese.
L'U.L.I.C., per differenziarsi dalla FIGC, non era oppressiva e non imponeva tasse e balzelli e per questo motivo, a lungo andare, si trovò di fronte a gravi problemi finanziari e strutturali tali da dover rinunciare alla gestione autonoma del movimento "liberista".

Il Regime fascista, per contro, stabilendo nel gennaio del 1927 che tutte le organizzazioni sportive autonome avrebbero operato solo sotto l'egida del C.O.N.I. disciplinate secondo le direttive fasciste (fatte applicare dal presidente del C.O.N.I. Lando Ferretti), pose fine alla libertà associazionistica in ambito sportivo.

#### Calcio giovanile in ambito FIGC
La FIGC non aveva alcun interesse a far sì che i campionati federali fossero organizzati a livello provinciale e lasciò sempre spazio libero all'U.L.I.C. perché i campi di provincia non sempre avevano i requisiti richiesti (l'omologazione e le dimensioni obbligatorie) per l'ammissione ai campionati ufficiali.

Sebbene dopo il 1919 la quantità delle società iscritte alla Terza Categoria fosse aumentata considerevolmente, era sempre il Comitato Regionale a gestire le società e suddividerle secondo criteri geografici tali da organizzare dei gironi interprovinciali con un numero abbastanza omogeneo sia per distanza che per numero di partecipanti mai superiori alle 7-8 unità in modo tale da permettere l'inizio delle finali a fine marzo/primi di aprile.

Dovette fare 2 sole eccezioni durante la stagione 1921-1922 autorizzando la costituzione del Sottocomitato Verbano-Cusio-Ossola con sede a Intra e del Sottocomitato Spezzino avente sede a La Spezia perché le società erano troppo lontane dalle altre squadre della stessa provincia e l'organizzazione di 1 girone di Promozione e 2 di Terza Categoria verbanese e del campionato di Terza Categoria Spezzino erano troppo importanti per tenerle vincolate alla FIGC a causa della secessione in atto da parte della C.C.I. (e a richiederne l'attuazione furono le singole società firmando due richieste collettive alla FIGC).
Riprendendo l'attività giovanile (i campionati "boys") sospesa nel 1917, nel 1919 la FIGC ritornò ad organizzarli nella stagione 1919-1920 mantenendo il limite di età di 16 anni non compiuti al 1º gennaio di ogni anno (nel 1919 l'ultima classe ammessa era quella del 1904).
I campionati "boys" furono disputati a livello federale fino al 1921-1922 ed in seguito trasformati in "Campionato di 6ª divisione" portando il limite di età ai 18 anni non compiuti all'inizio della stagione organizzandoli fino al 1926, anno in cui la Carta di Viareggio riformò tutti i campionati italiani.
In seguito i campionati giovanili gestiti dalla FIGC furono gestiti dai Direttori Regionali in modo piuttosto disomogeneo. Definiti come campionati ragazzi con limite di età 18 anni non compiuti il 1º di agosto di ogni stagione sportiva ebbero alterni successi secondo la richiesta delle squadre che si iscrivevano. In Lombardia, ad esempio, ridottisi notevolmente nella stagione 1928-1929 furono sdoppiati in due differenti limiti di età e poi eliminati perché quelli dell'ULIC erano cresciuti talmente tanto che le società preferivano farli giocare a livello locale per evitare l'aggravio delle notevoli spese di viaggio. Proprio per l'eccessivo spezzettamento geografico delle squadre iscritte solo in Lombardia si arrivò nella stagione 1931-1932 all'unificazione delle partecipanti FIGC e ULIC in un unico campionato regionale con qualificazioni zonali gestite dai Comitati Locali ULIC.
Dopo la crisi delle iscrizioni del 1934, nel 1936 la FIGC introdusse le finali nazionali a cui furono qualificate le vincenti del titolo regionale assoluto, ovvero la risultante delle vincenti il campionato regionale federale e le finali inter-comitati della Sezione Propaganda. Il conflitto mondiale fu solo un intermezzo molto scomodo perché alla ripresa dopo il boom delle iscrizioni nel 1945 si arrivò finalmente nel 1947 alla riforma del calcio giovanile e successivo sdoppiamento della categoria in "Juniores" e "Ragazzi" sotto l'egida della "Lega Giovanile FIGC".

### Dal 1927 con la FIGC
L'ultima crisi interna del Comitato Centrale Direttivo dell'U.L.I.C. avvenuta nel luglio del 1927 portò la federazione autonoma a rinunciare al proprio mandato e porre nelle mani del presidente del C.O.N.I. la gestione e l'organizzazione dei campionati giovanili che furono sottoposti all'organizzazione FIGC . Questa garantì ai dirigenti e alle società uliciane la continuazione dell'attività con le stesse modalità e le strutture federali preesistenti ma disciplinate dai regolamenti approvati dal C.O.N.I. e dalla FIGC
Se prima del 1927 i dirigenti dei comitati locali dell'U.L.I.C. venivano eletti durante l'assemblea annuale d'inizio stagione, dalla stagione 1927-1928 fu la presidenza federale della FIGC ad approvare le nomine di presidenti, vicecommissari tecnici (i segretari) e di un membro interno scegliendoli tra le autorità cittadine fedeli al regime di solito (ma a livello provinciale non sempre, anzi raramente, perché i dirigenti più attivi venivano sempre riconfermati) con la cadenza quadriennale imposta dal C.O.N.I. Alle società affiliate al Comitato Locale rimaneva la nomina di un terzo ed un quarto membro interno che venivano eletti in misura proporzionale al numero delle società affiliate quando queste passavano le 10 unità.

Al V.C.T. (vice commissario tecnico) spettava la gestione del campionato e di quegli ex giocatori e dirigenti di società che si offrivano ad arbitrare le gare e che in seguito, attraverso i corsi organizzati dal 1927 dal C.I.T.A., andarono a formare gli arbitri dei neocostituiti "Gruppi Arbitri".
Il vincolo dei giocatori era annuale oppure vincolati solo per un dato torneo a cui erano iscritti (esempio: giocano solo un torneo di bar). Non potevano essere tesserati e partecipare ai campionati uliciani i giocatori federati che avevano disputato gare nei campionati federali di qualsiasi divisione fino alla Terza, ma con la revisione della normativa del 1934 il limite delle gare disputate nelle categorie regionali fu elevato a 3 gare. I ragazzi (fino a 17 anni) potevano giocare anche in 1ª e 2ª categoria con la stessa società se questa aveva 3 squadre iscritte mentre gli altri (fino a 21 anni) venivano "classificati" alla prima gara disputata: se giocavano la prima gara in 1ª Categoria rimanevano nella stessa categoria per tutto l'anno.
I campionati dei Comitati Locali ULIC non erano legati ai campionati regionali FIGC anche se le vincenti, come già accadeva dal 1919 nell'U.L.I.C. indipendente, andavano a disputare le finali regionali che le avrebbe portate fino al 1931 a disputare le gare per l'aggiudicazione del titolo di "Campione d'Italia ULIC".

### Il Campo Sportivo del Littorio
Il regime fascista dopo essere riuscito nel 1927 a portare nel C.O.N.I. sia la F.A.S.C.I. (Federazione Associazioni Sportive Cattoliche Italiane, una piccola federazione sostenuta dalla Chiesa che operava al centro-sud) che l'U.L.I.C. (Unione Libera Italiana del Calcio) e aver definito le linee guida per il calcio a livello provinciale si trovò di fronte a un problema notevole.

Era soprattutto il calcio uliciano ad avere carenza di campi sportivi perché fin dall'inizio aveva operato grazie all'aiuto e benevolenza di società calcistiche che prestavano il proprio campo per far giocare i giovani quando non erano impegnate nei campionati federali.

Per le altre società che si arrangiavano con campi di periferia il problema sorse quando la crescita delle città portò via questi piccoli spazi concessi dai Comuni e dai privati.
Il quadro della situazione tracciato dai dirigenti fascisti non era molto positivo: più della metà delle società iscritte ai campionati federali e uliciani erano sprovviste di un campo proprio e quelli esistenti erano antiquati e inadeguati sia per servizi (mancanza di spogliatoi e docce spesso troppo lontane dal campo di gioco) che degli spazi per il pubblico.
Il regime affidò all'ingegnere napoletano Amedeo D'Albora, che fu per diversi anni vicepresidente della FIDAL e componente dell'Ufficio Sportivo dell'E.S.P.F. di Napoli, l'incarico di redigere il progetto per la realizzazione di un campo polivalente che potesse essere utilizzato da tutte le federazioni sportive affiliate al C.O.N.I..

Presentato in pompa magna da Augusto Turati nel gennaio 1928, il progetto del Campo Sportivo Unico ovvero il "Campo Sportivo del Littorio", era composto da 6 tavole di facile lettura in cui erano evidenziate 3 diverse soluzioni per un campo sportivo anche di modeste pretese che tenevano sempre conto della posizione del sole, con facili accessi per il pubblico, muro di cinta alto 3 metri, tribuna coperta flessibile preferibilmente in larice o faggio oppure in cemento armato (20 metri x 5,50 = 110 m²) divisa in 3 sezioni di 20 metri con 11 gradoni su sui potevano sedersi comodamente circa 1.500 persone, con pista podistica e/o ciclistica, pedane dei lanci, fosse per i salti e tra gli spazi previsti anche quello per la pallacanestro. Il rettangolo aveva dimensioni 180x110 che potevano ridursi fino ad un minimo di 150x100. Sotto la tribuna erano previsti gli spogliatoi in una superficie utile di m. 5,20 x 5,50 che potevano ospitare 40 atleti, locale per l'arbitro, deposito attrezzi e palestre per lotta scherma e boxe. La pista podistica, distante dal campo per destinazione almeno 1,50 metri, aveva uno sviluppo di 5 e max 6,10 metri x 362,84 (5 corsie di m. 1,22 cadauna = m. 6,10). Il campo di calcio inserito nel progetto aveva le misure minime 100x60 per disputare la Divisione Nazionale e nel progetto era prevista l'altezza di 2 strati tra pietrame e terra e i pozzetti per permettere il deflusso delle acque piovane.

Il prezzo medio, secondo il progetto D'Albora, si aggirava attorno alle 150.000 lire esclusa la vasca per il nuoto e i campi da tennis proposti per rendere complete le attrezzature sportive.

### La legge sui campi sportivi
A questo punto mancava solo la normativa giusta per rendere esecutivo il progetto.

A distanza di 6 mesi il Governo licenziò la legge 21 giugno 1928 n. 1580 (n. di pubblicazione 2001) titolata Provvedimenti per la costruzione dei campi sportivi.

Fu firmata da Benito Mussolini e dal Ministro delle finanze Giuseppe Volpi, con guardasigilli Alfredo Rocco.

La legge demandava al prefetto (su parere del Comitato Olimpico Nazionale Italiano, l'ufficio del Genio civile, il medico provinciale e il comitato provinciale dell'Opera nazionale balilla) l'approvazione dei progetti di costruzione, acquisto e restauro dei campi sportivi che avrebbero beneficiato anche delle agevolazioni fiscali (esentati dal pagamento della tassa sugli affari).
L'approvazione del progetto equivaleva alla dichiarazione di pubblica utilità (legge 25 giugno 1865 n. 2359) e beneficiava del disposto previsto per gli espropri (artt. 12 e 13 della Legge 15 gennaio 1885, n. 2892 per il risanamento di Napoli).
Una volta approvata la legge, fu compito dei responsabili provinciali fascisti degli E.S.P.F., con circolari particolarmente efficaci, a "imporre" ai Podestà più ritrosi la realizzazione dei campi sportivi pubblici e quindi di rendere possibile anche alle società più piccole la partecipazione ai campionati provinciali ULIC e federali.
È grazie a questa legge che molte società, nate a cavallo tra il 1928 e il 1930, sono state costituite, hanno mosso i primi passi nell'U.L.I.C. e in seguito si sono iscritte ai campionati federali.
Malgrado l'iniziativa dei responsabili degli E.S.P.F., dei Podestà e delle autorità provinciali, non tutti i Comuni e le Province italiane arrivarono a presentare subito i progetti e avere a disposizione i capitoli di spesa utili per la realizzazione ex novo o la ristrutturazione dei "Campi Sportivi del Littorio". In alcune province particolarmente povere, dove il lavoro nei campi non rendeva possibili svaghi e attività sportive ricreative (malgrado la presenza dell'Opera nazionale del dopolavoro e dell'Opera nazionale balilla) oppure erano particolarmente mal viste da imprenditori e anche dalla Chiesa (che da poco tempo era arrivata al Concordato), molte opere furono diluite nel tempo e realizzate anche a distanza di 8-10 anni dopo il 1936.

### Muore l'U.L.I.C. nasce la S.P.
Anche quando nel 1935 la presidenza federale dovette, per motivi contingenti, ridisegnare la geografia di molti Comitati ULIC affiliati aggregandone diversi ad altri già esistenti, oppure trasferirli di competenza aggregandoli ad altri Direttori Regionali, i campionati ULIC da loro gestiti non dettero mai promozione ai campionati regionali di Terza Divisione, che rimase fino al 1935 il livello più basso della scala gerarchica FIGC

Una sola ma necessaria eccezione fu fatta dal Direttorio XVII Zona (Sicilia) per la stagione 1934-1935 quando l'eccessiva frammentazione delle società iscritte ai campionati regionali e uliciani costrinse i dirigenti a chiedere alla presidenza federale di organizzare un campionato di qualificazione misto ovvero a cui furono ammesse sia le società federate di Seconda e Terza Divisione che le società uliciane che nella stagione precedente avevano disputato i campionati di 1ª a 2ª Categoria ULIC
La rinuncia di molte società a iscriversi ai campionati, a causa della partenza di molti giocatori che seguirono Mussolini nella Guerra d'Etiopia, portò al ridimensionamento dei campionati uliciani da parte della presidenza federale che li trasformò in "Sezione Propaganda" togliendo definitivamente la voce "ULIC" da tutti i documenti ufficiali cambiando i "Comitato Locale ULIC" in "Comitato Sezione Propaganda".

La FIGC per mantenerli in vita dovette cambiare i limiti di età della 2ª Categoria portandoli da 21 a 25 anni non compiuti al 1º agosto di quell'anno. In questo modo i giocatori che non avessero trovato una società federata che li tesserasse potevano accasarsi a livello locale e disputare i campionati della Sezione Propaganda, naturalmente a scapito della qualità del gioco visto che le società federate non li avrebbero mai svincolati se non fossero stati validi per vincere il campionato federale con la prima squadra o con la squadra riserve.
All'inizio della stagione 1935-1936 i "Comitati di Sezione Propaganda" diventano "Direttori di Sezione Propaganda" perché il regime deve ricondurre ad una denominazione "forte" tutte le dirigenze di tutte le organizzazioni sportive nazionali.

La guerra è appena iniziata e la perdita di società e giocatori si è notevolmente accentuata. Le iscrizioni ai campionati di Sezione Propaganda vengono chiuse dopo la fine di dicembre/primi di gennaio e sono molti i Direttori che per completare le iscrizioni ai campionati ed organizzare almeno un girone di 4 squadre (numero minimo per poter assegnare un titolo provinciale) sono costretti ad organizzare dei "campionati misti" ovvero composti sia da squadre di 1ª che di 2ª Categoria in modo da mettere in palio entrambi i titoli e mandare 2 finaliste alle finali regionali (se fossero riuscite a organizzare 2 gironi misti avrebbero fatto disputare 2 finali provinciali con le migliori classificate di ogni categoria).
Alla fine della guerra molte delle società rimaste inattive rinacquero, ma molte si iscrissero ai campionati federali sfruttando l'incentivo a iscriversi in Prima Divisione anziché partire dalla Seconda Divisione. Molte altre, ex squadre federali, si affiliarono invece ai Direttori di Sezione Propaganda che tra il 1937 e il 1940 conobbero un notevole sviluppo.

In un discorso verbalizzato all'Assemblea delle Società di Sezione Propaganda tenutosi a Milano il 17 ottobre 1937 il Segretario della FIGC Ottorino Barassi mise a nudo le contraddizioni di un movimento calcistico che lui giudicava impazzito.
Il movimento calcistico delle grandi città era fatto da cinque, sei, sette squadre a un certo livello e altre otto/dieci ad un livello inferiore. Non erano presi in considerazione quei gruppetti di giovani che giocavano in Piazza d'Armi senza alcuna pretesa senza palloni e non creavano problemi alle forze dell'ordine. Il giocare in periferia non richiedeva il possesso di un campo, delle scarpe da calcio, di una maglia e di un presidente. Tutte le altre necessità sono venute dopo.

Quando il Regime ha stabilito che doveva esserci un presidente, ecc. sono iniziate le trasformazioni. Alcuni scrittori di cose calcistiche, vivisezionatori della S.P., non hanno mai capito che la ragione delle trasformazioni era al di fuori dell'ambiente calcistico e proveniva dalla trasformazione della vita nazionale. Questo movimento calcistico era cittadino, riunioni calcistiche disciplinate in una città dove il trasporto più caro era il tram. Si giocava in qualunque ora della giornata, ore extra lavorative, utilizzando al massimo i pochi campi a disposizione effettuando pochi trasferimenti, perché il tempo necessario per spostarsi era meno importante di quello di gioco.

Se questo movimento fosse rimasto come era in Milano e in Torino non sarebbe degenerato. Ma la degenerazione è venuta perché l'ULIC ha voluto trovare proseliti ed è andato a cercarli anche nei piccoli centri. E allora il movimento non ha potuto più trovare la stessa fisionomia delle grandi città, dove ci sono cento squadre della S.P.. Nelle piccole città, nelle campagne le condizioni di vita sono profondamente differenti. Quindi nel suo stesso seno la S.P. ha trovato gli elementi per portarsi una trasformazione. E in questo suo lavoro essendo stata gomito a gomito con il movimento federale (caratteristico della provincia e non delle città) ha finito per accavallarsi e creare il danno del movimento della Propaganda e Federale.

La conseguenza è stata che mentre la ULIC delle città con i suoi scarsi bisogni economici, con la grande attività e il gran numero di seguaci, aveva una naturale selezione anche in ordine al valore tecnico, nel piccolo centro questo movimento non ha più trovato la sua posizione nel rapporto col vicino; il tram è scomparso ed ha dovuto essere sostituito dal treno. Il fatto di essere la squadra unica del luogo ha cominciato anche a impegnare il concetto di rappresentanza del luogo. Mentre l'ULIC di una grande città era essenzialmente sport da praticarsi e non da vedersi, la S.P. dei piccoli centri è diventata, in quel luogo, uno sport da spettacolo, da vedersi. E lo sport di spettacolo è caratteristica dell'attività federale.

Non è per quello che è sorta la Sezione Propaganda. Perché il nostro sport non ha una fisionomia unica, non può e non lo deve avere. Ha due caratteristiche essenziali: è lo sport dell'attore nella squadra minore del grande centro, è lo sport che interessa quelli che vedono le squadre dei centri piccoli.

Se voi pensate che una gara come quelle di oggi può avere ventimila e anche più spettatori, l'uno per mille è la funzione dell'attore rispetto allo spettatore, mentre viceversa al movimento uliciano era dato tutto all'attore, e non aveva nessuno spettatore o quasi.»
Lo stravolgimento dei valori per questo importante dirigente federale era troppo evidente e il danno arrecato all'attività federale notevole visto che...
E prosegue con
I problemi sono molti e dall'analisi fatta da Ottorino Barassi emerge il problema più importante: a condizionare e cambiare lo sport è la vita di tutti i giorni ma soprattutto le scelte politiche fatte dal Regime. Però di tutto questo Barassi non fa autocritica, perché fu lui uno dei propugnatori al cambiamento che nel 1934 ha obbligato la Federazione a togliere l'ex ULIC ai giovani per trasformare i campionati in qualcosa che oggi possiamo paragonare ad un "torneo aziendale" dove troppo spesso gli ex giocatori di Serie B e C trovarono subito un posto fisso offerto da un mecenate/presidente e un cospicuo premio per vincere il campionato di 2ª Categoria.

### Altra guerra, altri problemi
Ma questi campionati durarono poco.

Si arrivò al maggio 1940. Molti giocatori partirono per un altro conflitto mondiale con l'illusione di una guerra lampo e per molte società fu la fine anticipata della stagione sportiva "per causa di forza maggiore" ovvero per la chiamata alle armi.

Tutti i campi sportivi, chiusi perché la società calcistica sospendeva l'attività, venivano dalle autorità fasciste "riciclati" come "orti di guerra" coltivando ortaggi oppure il grano.

Per la maggior parte dei campionati nei Direttori S.P. di provincia fu tutto sospeso fino al 25 aprile 1945, mentre per i capoluoghi più grandi, dove il campo sportivo era quello utilizzato da una squadra di Serie A, B o C (che disputarono campionati regolari fino alla stagione 1942-1943), si riuscirono a giocare anche il Campionato di Guerra 1943-1944 e i Tornei Benefici del 1944-1945: questo avvenne a Torino, Milano, Genova e molte altre città del nord Italia. Al sud i campionati ripresero subito dopo l'arrivo delle truppe alleate.

### Ritornano i campionati
La ripresa del dopo-guerra fu immediata. Anche i pochi Tornei Benefici, terminati ai primi di luglio 1945, videro la partecipazione di molte squadre della Sezione Propaganda rimaste attive durante entrambe le stagioni anche se i propri Direttori erano rimasti chiusi. Alla riapertura dei nuovi "Comitati di Sezione Propaganda", a cui era stata tolta l'iniziale parola "Direttori", tutte le società affiliate tornarono ad eleggere democraticamente i propri rappresentanti e nel 1946 il Rappresentante Regionale della Sezione Propaganda.
Il clima euforico della fine della guerra sommato alla riorganizzazione dell'attività ufficiale fu il fattore determinante del boom delle iscrizioni ai campionati regionali federali di Prima Divisione. Per molte società spinte da nuovi "ricchi" mecenati, che misero mano a portafogli pieni di banconote da mille troppo spesso frutto di illeciti guadagni in ambito borsa nera, si spalancò la nuova ribalta a cui presero parte moltissimi giocatori che preferirono i facili guadagni nei campionati regionali mentre altri giovanissimi prendevano il loro posto nei campionati Misti di Serie A-B della Lega Nazionale Alta Italia e Centro-Sud.

Fu proprio grazie a molti mecenati che diverse società sportive nacquero oppure emersero dall'anonimato della Sezione Propaganda anche se fondate 20 o 30 anni prima, cambiando denominazione, eliminando tutto ciò che del passato fascista si poteva occultare, dando alle società una nuova data di nascita mentre i vecchi "Campi Sportivi del Littorio" diventavano i moderni "Comunali".
Di fronte ai gravi problemi derivati dalla fine del conflitto (difficoltà di spostamento e campi sportivi danneggiati o da recuperare rimettendo a posto il terreno reduce da coltivazione) La FIGC per 4 stagioni accettò i vecchi campi della Sezione Propaganda e successivamente stabilì una percentuale di tolleranza del 4% sulle misure minime ammesse per l'omologazione (86,40x48 invece di 90x50).
La riorganizzazione della Sezione Propaganda fu cosa più lenta, i loro campionati in passato erano sempre partiti con 2 mesi di ritardo ed in ogni caso le forze assorbite dalla FIGC furono tali che molti dei protagonisti degli anni ante guerra fecero disputare i campionati di 1ª e 2ª Categoria alle proprie squadre riserve.
Quando a Ottorino Barassi eletto quale presidente nel 1946 si prospettarono le nuove cifre del bilancio di fine stagione 1945-46 una cosa saltò subito evidente: i problemi del passato non erano stati risolti ma soprattutto i giovani erano fuggiti verso i campionati federali lasciando nella S.P. i ragazzi troppo giovani e le "vecchie" glorie che passavano i 30 anni e che nulla a loro avrebbero concesso.

### Nasce la Lega Giovanile
La stagione 1946-1947 non subì grossi cambiamenti, le Leghe Regionali alla seconda cospicua valanga di iscrizioni proposero alle società la possibilità di optare per il campionato di Prima Divisione oppure di iscriversi al ripristinato campionato di Seconda Divisione organizzato su base regionale.

Come già fatto la stagione precedente le vincenti i campionati della Sezione Propaganda disputarono i titoli regionali di 1ª e 2ª Categoria mentre i Ragazzi vincenti il campionato provinciale disputarono le finali delle Leghe Regionali ed in seguito furono avviati dalla FIGC a giocare le finali per il titolo nazionale.
Le società affiliate alla Sezione Propaganda già pregustavano l'assegnazione dei contributi FIGC e montavano le aspettative per un miglioramento del campionato sulla falsariga dei vecchi campionati uliciani quando, a sorpresa, il presidente Ottorino Barassi indisse un'Assemblea Nazionale per la costituzione della Lega Giovanile FIGC che si tenne a Perugia il 15 settembre 1947.

In Assemblea le società che volevano mantenere lo status quo furono messe in minoranza e i delegati approvarono la proposta di cambiamento che portava all'istituzione delle categorie
- Ragazzi, nati tra il 1º gennaio 1930 e il 31 dicembre 1932;
- Juniores, nati tra il 1º gennaio 1927 e il 31 dicembre 1929.

Alle squadre della ex Sezione Propaganda non furono date molte possibilità di scelta: o partecipare ai campionati provinciali giovanili oppure iscriversi ai campionati regionali partendo dalla Seconda Divisione.

Il vincolo dei giocatori rimaneva annuale. Per i giocatori più anziani fuori dai limiti di età approvati che non vollero esplicitamente partecipare ai campionati di Seconda Divisione fu in seguito proposta la creazione della categoria Amatori, categoria senza limiti di età che avrebbe avuto un campionato proprio, con assegnazione del titolo regionale, non vincolato ai meccanismi di promozione e retrocessione così come in passato era stato fatto per i campionati ULIC e S.P. Il campionato fu organizzato fino alla stagione 1951-1952 e, avendo gli ultimi commissariati rinunciato a organizzarlo a livello provinciale facendo confluire le residue società nella Seconda Divisione, fu definitivamente soppresso.

### Nascono i Commissariati Provinciali
Con l'ingresso delle squadre della ex sezione Propaganda nei campionati federali la FIGC dovette nelle provincie più grosse sdoppiare i comitati istituendo i "Commissariati Provinciali" che avrebbero gestito soltanto i campionati di Seconda Divisione a livello provinciale mentre gli ex "Comitati di Sezione Propaganda" cambiavano nome diventando "Comitati Provinciali e Locali di Lega Giovanile" e avrebbero gestito "solo" i campionati Ragazzi e Juniores.
Una volta definiti i commissariati che avevano sufficienti società iscritte ai campionati di Seconda Divisione, alle regioni in difficoltà a gestire la categoria, perché per motivi contingenti ancora gravate da problemi di trasporto oppure a causa della non uniforme distribuzione geografica delle società, si rese necessario lasciare alla Lega Regionale l'organizzazione di questi campionati fino al superamento dei problemi strutturali. Per alcune regioni questi problemi furono superati solo dopo il 1959 quando, con la nascita della Lega Nazionale Dilettanti, le società furono assegnate d'ufficio ai neocostituiti Comitati Provinciali e Locali della LND.
Il passaggio delle squadre alla Seconda Divisione non creò molti traumi, anzi, la FIGC fu sempre disponibile sia alle richieste di rinuncia a disputare la Prima Divisione che all'assegnazione ad una diversa Lega Regionale confinante per tutte le motivate richieste di disputare questo campionato soprattutto se nella propria provincia questo non fosse stato organizzato. Questa situazione si verificò per le squadre cremonesi e le molisane che vennero iscritte ai Commissariati Provinciali viciniori o per le molisane aggregate ai campionati gestiti dalla Lega Regionale Campana.

### 1959: nasce la LND e il SGS
Con la fine della gestione commissariale Zauli della FIGC e la nascita della Lega Nazionale Dilettanti ogni giocatore che intende tesserarsi per partecipare ai campionati regionali e provinciali deve firmare la dichiarazione quale giocatore "dilettante".

Zauli poneva fine al professionismo di facciata (non era previsto alcun trattamento di fine rapporto e la pensione) e a un falso dilettantismo in cui qualunque società dilettantistica disputante i campionati tra la IV Serie e la Seconda Divisione poteva ugualmente concedere dei rimborsi spese ai giocatori. Per questo motivo troppe società sportive tra il 1948 e il 1959 sparivano sommerse dai debiti.
I Comitati Regionali, con la trasformazione dei campionati di Seconda Divisione a Terza Categoria passarono definitivamente la competenza di questo campionato ai Comitati Provinciali e Locali FIGC che vennero costituiti se ancora operanti soltanto a livello della ex Lega Giovanile. Non era un unico ente a gestire la Terza Categoria e i campionati giovanili, ma due organismi distinti, con due presidenti, segretari e membri, sebbene molto spesso occupassero gli stessi locali e condividessero la stessa macchina per stampare i comunicati ciclostilati redatti settimanalmente in due edizioni distinte.
Altro importante cambiamento introdotto con la Riforma Zauli fu la creazione della figura del giudice sportivo affidando al rappresentante dell'A.I.A., già presente dal 1928 in ogni ente Regionale e Provinciale, la funzione che in passato era stata sempre svolta collegialmente riunendo il lunedì o il martedì tutti i componenti che dirigevano i Direttori e le Leghe.
Il Settore Giovanile Scolastico (SGS) nasce dalla trasformazione della ex Lega Giovanile. 
Sviluppatosi negli anni '50 con la nascita dei NAGC (Nucleo Addestramento Giovani Calciatori) (per i ragazzi dai 10 ai 14 anni) e inaugurati i campionati regionali Juniores e Ragazzi staccandoli dalla gestione diretta delle Leghe che già gestivano le prime squadre, la Lega Giovanile si era modernizzata con la costruzione di molti impianti sportivi destinati soltanto all'attività giovanile.

La Riforma Zauli portò all'istituzione, in tutte quelle regioni che non li avevano ancora creati, i campionati giovanili su base regionale obbligando le società iscritte alla Lega Professionisti, alla Semipro e al massimo livello regionale a iscrivere la squadra Juniores e gli Allievi ovvero la ex squadra Ragazzi.

All'inizio non esisteva un meccanismo che legava i campionati provinciali a quelli regionali: erano le squadre più forti a livello provinciale a decidere se iscriversi anche al campionato su base regionale affrontando i notevoli costi delle trasferte.

In seguito, dopo la creazione del campionato Berretti e Primavera, avendo tolto molte squadre professionistiche dai campionati a base regionale, si decise di introdurre un meccanismo di promozione/retrocessione permettendo così alle vincenti dei campionati provinciali di poter competere per l'assegnazione del titolo nei campionati a base regionale.

### L'accordo con CSI e UISP
A fine stagione 1959-1960 arriva l'accordo con C.S.I. e U.I.S.P. con il quale la FIGC si impegnò a organizzare e gestire i campionati che le loro società disputavano a livello ricreativo (perché questi enti erano in notevole difficoltà e non volevano ne potevano rifiutare loro il diritto a giocare) e che in ambito Federale furono equiparate alla Terza Categoria oppure svolti a fine stagione al di fuori dei normali campionati istituendo lo specifico "Settore Ricreativo".

L'accordo permetteva a tutte le tre federazioni sportive un interscambio di società e giocatori: le società pagavano le tasse di affiliazione e registrazione dei cartellini dei giocatori alla propria organizzazione e le società potevano decidere in quale campionato iscriversi passando da una all'altra federazione.

Per la prima stagione (1960-61) queste squadre vennero inserite in gironi omogenei (uno o più gironi etichettati "C.S.I." oppure "U.I.S.P.") solo nei Comitati dove questo era possibile farlo e contribuì al notevole aumento delle iscrizioni derivato dal boom economico.

Nel 1964 decadde la possibilità delle squadre UISP a partecipare ai campionati CSI e in seguito molte società sia UISP che CSI passarono stabilmente nei campionati regionali e provinciali FIGC.

### I campionati crescono
Per diversi anni, almeno fino alla stagione 1965-66, anche le società riserve delle squadre partecipanti ai campionati regionali furono inserite nei campionati di Terza Categoria senza "fare classifica" ovvero senza aver diritto alla promozione.
La crescita negli anni tra il 1959 e il 1970 fu incredibile, quasi il 20% annuo, tanto da dover richiedere continue revisioni della composizione dei campionati di Seconda Categoria attraverso multiple promozioni e ammissioni sub-judice alla categoria superiore (dette anche "ripescaggi") all'inizio del campionato successivo.

I campionati di Terza Categoria erano previsti per essere composti tra le 10 e le 13 squadre per girone al massimo, ma ben presto si arrivò a campionati di 15 o 16 squadre per cui era indispensabile il loro sistematico ridimensionamento.
Di fronte alla crescita delle società e l'aumento delle aggressioni agli arbitri la FIGC per la Terza Categoria la LND non concesse più deroghe per campi di misure inferiori a quelle previste per l'omologazione, non cintati (avevano una cordicella o un palo all'altezza della cintola che impediva al pubblico di debordare sul campo), mancanti degli spogliatoi oppure staccati dal recinto di gioco e a partire dalla stagione 1969-70 non omologò più i nuovi campi di gioco mancanti della rete di recinzione alta m. 2,50 e degli spogliatoi inglobati nel recinto di gioco per entrambe le squadre e la (eventuale) terna arbitrale.

### L'austerity
Dopo il boom economico nel 1973 arrivò una necessaria pausa di riflessione dettata soprattutto dalla necessità di ridurre il costo del petrolio. In ambito calcistico provinciale il problema non si limitò a dover andare alla partita in bicicletta.
La crisi investì anche gli organi periferici quando la FIGC si accorse che erano ancora attivi troppi Comitati Locali che organizzavano solo 3 o 4 gironi tra Juniores e Allievi provinciali ed erano ancora staccati da quelli che organizzavano la Terza Categoria.

Studiato un piano di riassetto zonale, lo si rese esecutivo tra il 1972 ed il 1974 con modalità diverse da regione a regione accorpando diversi Comitati Locali a quelli Provinciali, chiudendo molti ex Comitati ULIC sorti tra il 1927 e il 1930. Molti Comitati, invece, che avevano ancora il "Settore Giovanile" staccato dalla parte "Dilettanti" vennero riuniti redigendo un unico comunicato ufficiale riepilogante le delibere per tutte le categorie amministrate.
Alcuni Comitati hanno continuato a stilare due comunicati distinti e l'unificazione effettiva è arrivata soltanto nel 2007 con l'eliminazione dei comunicati ufficiali regionali e provinciali del solo Settore Giovanile e l'istituzione dello Sportello Unico per la presentazione dei documenti ed i tesseramenti unificati sia per la LND che per il SGS riducendo notevolmente anche il numero dei collaboratori che prestavano gratuitamente la propria opera presso i Comitati.

### Aumentano le categorie giovanili
Durante la presidenza al Settore Giovanile Scolastico del dottor Franco Bettinelli tra il '75 e il '76 si cambiarono i limiti di età alle categorie giovanili abbassando a 8 anni l'età preagonistica ampliando le categorie giovanili:
- Allievi (tra i 14 e i 16 anni);
- Giovanissimi (tra i 12 e i 14 anni);
- Esordienti (tra i 10 e i 12 anni);
- Pulcini (tra gli 8 e i 10 anni)

mentre la Juniores, a causa dell'abbassamento del limite di età dovuto al passaggio della maturità dai 21 ai 18 anni, dal 1977 fu spostata di competenza togliendola al Settore Giovanile assegnandola alla Lega Nazionale Dilettanti quale campionato equiparato alla Terza Categoria.

In pratica le società che avevano quale massimo livello giovanile la Juniores ebbero la facoltà di non iscriversi alla Terza Categoria ma ad un campionato non più giovanile ma equiparato, la Under 21 e Under 20, che avrebbe dato accesso al pari della Terza Categoria alla categoria superiore.

### I Comitati diventano Delegazioni
All'inizio della stagione sportiva 2007-2008 i 104 "Comitati Provinciali" e i 21 "Comitati Locali" della FIGC cambiano denominazione in "Delegazioni Provinciali e Distrettuali" mantenendo le competenze sui campionati dilettantistici di Terza Categoria e del Settore Giovanile a livello provinciale delle categorie giovanili dai primi calci e pulcini agli allievi provinciali anche per il calcio femminile e calcio a 5 secondo i limiti di età preesistenti.
Ad alcune Delegazioni Provinciali è anche demandata l'organizzazione e gestione dei campionati di Seconda Categoria in precedenza completamente gestiti a livello regionale dai Comitati Regionali. Le squadre vengono assegnate all'inizio della stagione alle Delegazioni dal Comitato Regionale e perciò, molto spesso per motivi geografici rilevanti al fine di ridurre i costi di organizzazione e assegnazione degli arbitri, alcune squadre vengono assegnate a Delegazioni confinanti diverse dalla propria provincia.